# Pollo al vinagre
Pollo al vinagre (en francés, Poulet au vinaigre) es una película francesa del director Claude Chabrol, estrenada en el Festival de Cannes de 1985 y comercialmente el 10 de marzo del mismo año.

## Sobre la película
Película basada en la novela de 1982 Une Morte En Trop, de Dominique Roulet, que también participó junto al director en la adaptación del guion.
La acción se sitúa en un pequeño pueblo, en el que una operación inmobiliaria promovida por el médico Morasseau (Topart), el notario Lavoisier (Bouquet) y el carnicero Filiol (Bouillaud) está en marcha, y parece que podría cambiar la situación económica de todos de no ser por la señora Cuno (Audran), que posee junto a su hijo la última parcela que les falta por comprar. Pero la señora Cuno no atiende a razones... fue abandonada por su marido cuando Louis (Belvaux) era pequeño, y está postrada en una silla de ruedas tras una caída fortuita por las escaleras. Es una madre despótica, dominante, que no teme en usar el chantaje emocional para mantener a Louis a su lado. Su odio no es sólo hacia los tres responsables del plan inmobiliario... las mujeres del pueblo no salen tampoco muy bien paradas, y el hecho de que Louis trabaje en la oficina de correos (con una jovencita que evidentemente tampoco le agrada) facilita su morboso interés en conocer los secretos. Louis se ve obligado a llevar el correo de sus vecinos a casa antes de sus rondas, para que su madre sepa qué se cuece en el pueblo. Así se entera de los negocios, de las historias personales... y de los romances que deberían ser secretos.
Los negocios nunca suelen ser del todo limpios, y si Louis y su madre no ceden por las buenas, tal vez haya que emplear malas formas. Así, en un tira y afloja en el que todos llevan las de perder, la historia despliega como si fuera una carta todas esas historias que han sido presentadas al principio, hasta que la acción les envuelve a todos. La mujer del médico ¿desaparece? El carnicero sufre un ¿accidente? la amante del notario ¿se marcha?
Cuando Chabrol ha desplegado todos los hilos narrativos, aparece el Inspector Lavardin (Poiret), que será el encargado, mediante métodos bastante poco profesionales, de desenmarañar esa madeja y atar los cabos, aclarar las desapariciones, los accidentes... Porque, cuando la maquinaria del mal se pone en marcha y las personas actúan sin saber qué es verdad o qué es mentira, siempre suelen hacerse cosas que no ser harían en otras situaciones, y se toman caminos que de otra forma nunca nos arriesgaríamos a tomar. 
Se rodó en Forges-Les-Eaux, Normandía, en unas semanas y con muy poco presupuesto, pero Claude Chabrol cuenta con un reparto formidable que sabe exprimir al máximo la asfixiante atmósfera que se quiere retratar. Como siempre, Chabrol retrata las pequeñeces de una burguesía acomodada, esta vez de provincias, que vive tras un telón de mentiras, deslealtades e hipocresía.
La película generó un personaje mítico en la escena francesa, el del Inspector Lavardin, al que Chabrol le dedicaría su siguiente película, de título Inspector Lavardin (1986), y que generaría también una serie televisiva, Les dossiers secrets de l'inspecteur Lavardin (Los archivos secretos del inspector Lavardin), en cuatro episodios, entre los años de 1988 y 1990.

## Reparto
| Actor                 | Personaje               |
| --------------------- | ----------------------- |
| Jean Poiret           | Inspector Jean Lavardin |
| Stéphane Audran       | Madame Cuno             |
| Lucas Belvaux         | Louis Cuno              |
| Michel Bouquet        | Hubert Lavoisier        |
| Caroline Cellier      | Anna Foscarie           |
| Jean Topart           | Docteur Morasseau       |
| Pauline Lafont        | Henriette               |
| Joséphine Chaplin     | Delphine Morasseau      |
| Jean-Claude Bouillaud | Gérard Filiol           |

## Premios
- Nominada a la Palma de Oro del Festival de Cannes de 1985.
- Jean Poiret, ganador del premio al mejor actor del Mystfest de 1985.
- Lucas Belvaux nominado al César como actor revelación en 1986.

## Enlaces
- Ficha en el IMDb de la serie Los archivos secretos del inspector Lavardin

- Datos: Q255812